# Морено, Хулио Энрике
Хулио Энрике Морено Пеньяэррера (исп.  Julio Enrique Moreno Peñaherrera; 20 октября 1879, Кито — 2 апреля 1952, там же) — эквадорский политический, государственный и общественный деятель, и. о. президента Эквадора в 1940 году.
Министр правительства при президенте Исидро Айора, позже возглавлял Национальный конгресс Эквадора.
После восстания 1925 года, в результате которого было свергнуто правительство Андреса Кордова, вошёл в состав совета управляющих страной. В 1926, затем в 1926-1929 годах был министром внутренних дел.
С 10 августа по 31 августа 1940 года исполнял обязанности президента Эквадора.